# Avispas de Santiago de Cuba
Uniformes
Avispas de Santiago de Cuba est un club cubain de baseball évoluant en championnat de Cuba de baseball. Fondé en 1977, le club basé à Santiago de Cuba, dispute ses matchs à domicile à l'Estadio Guillermón Moncada, enceinte de 25 000 places assises.

## Palmarès
- Champion de Cuba : 1980, 1989, 1999, 2000, 2001, 2005, 2008.
- Vice-champion de Cuba : 1987, 1988, 1990, 1998, 2006.

## Trophées et honneurs individuels
MVP de la saison
- 1989. Orestes Kindelán
- 2000. Norge Vera
- 2008. Alexei Bell